# Скрипка Олег Юрійович

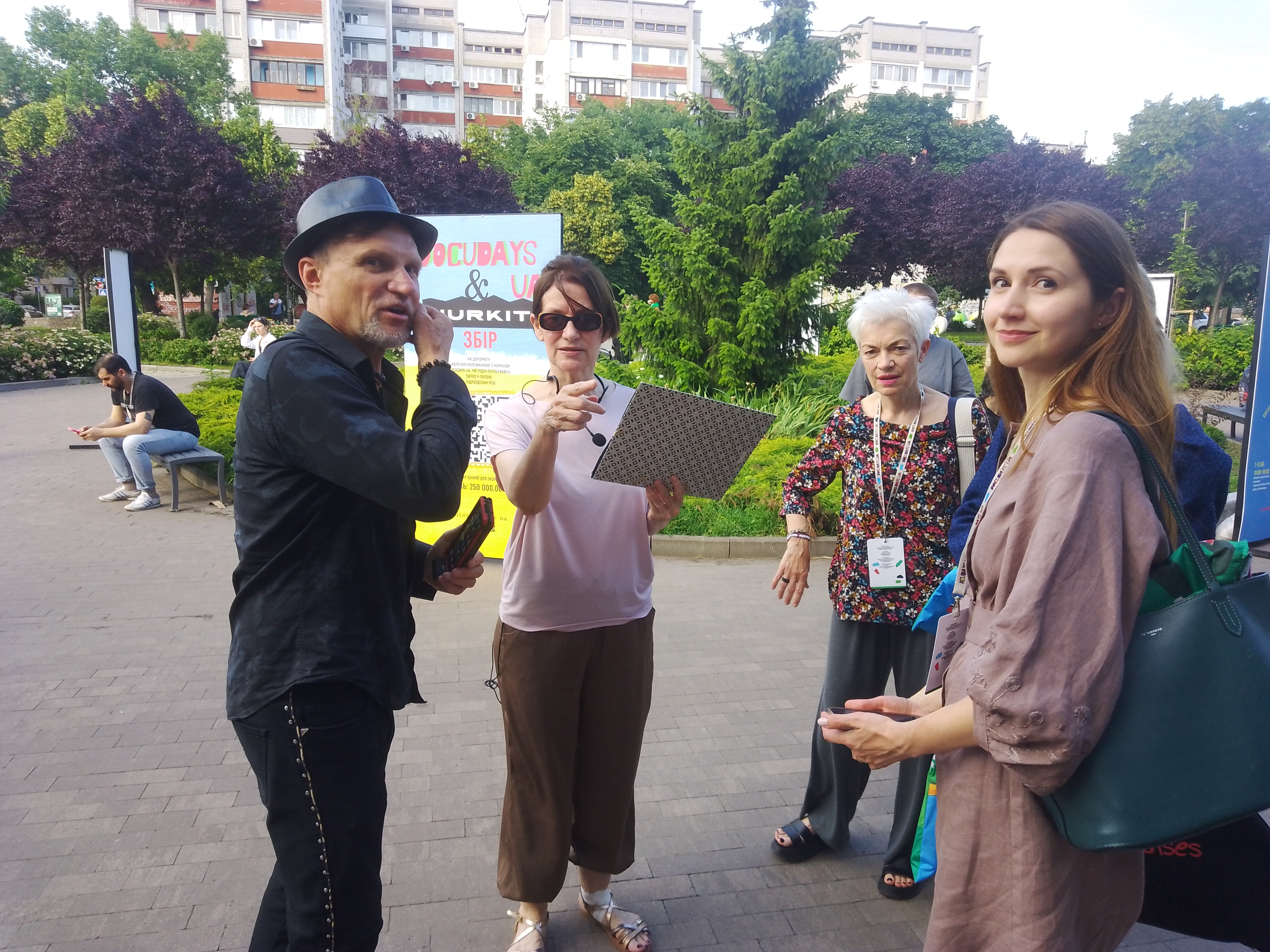
Олег Скрипка на фестивалі Docudays UA

Оле́г Ю́рійович Скри́пка (нар. 24 травня 1964, Совєтабад, Таджи́цька Радя́нська Соціалісти́чна Респу́бліка) — український музикант, вокаліст, композитор, лідер гурту «Воплі Відоплясова».

## Життєпис

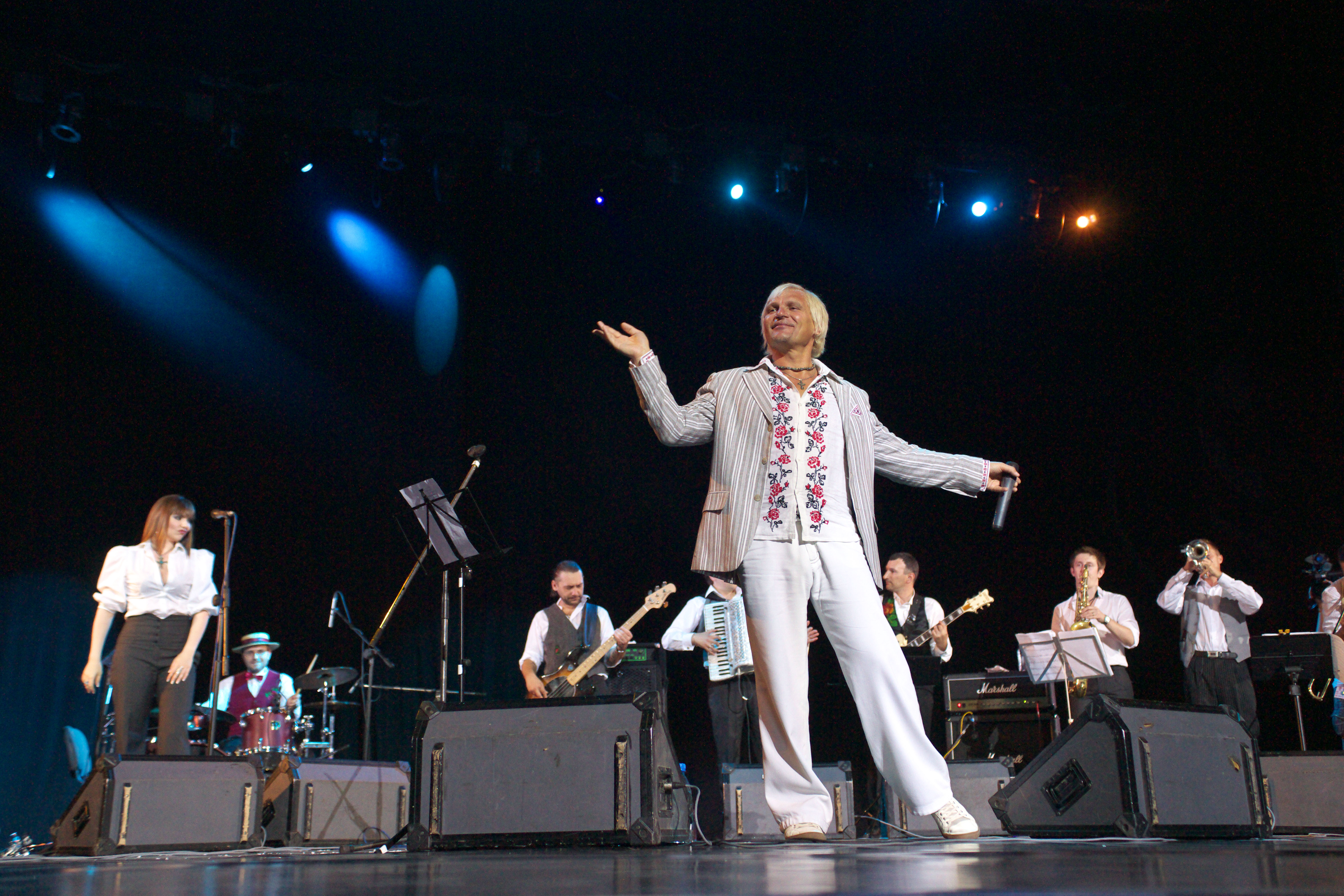
Олег Скрипка на «Слов'янському базарі у Вітебську»

Оле́г Ю́рійович народився у місті Совєтабад Ленінабадської області Таджицької Радянської Соціалістичної Республіки (нині селище Гафуров Согдійської області Таджикистану) у сім'ї переселенців з української території. Матір Оле́га — Га́нна Олексіївна — родом з села Курської області (РФ), а батько Юрій Павлович — з хутора Полтавської області (Українська Радянська Соціалістична Республіка).

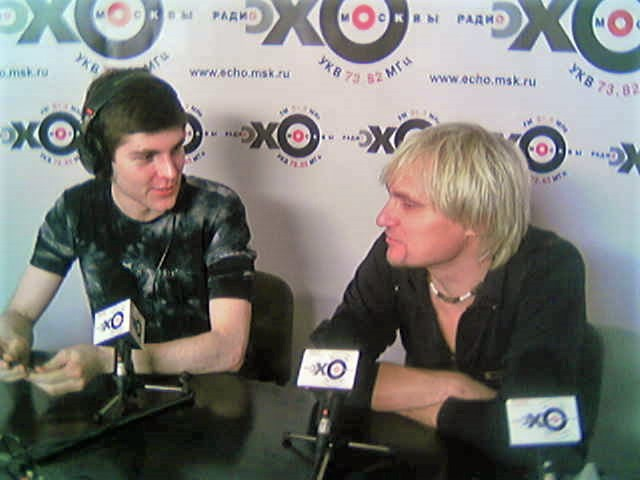
Дмитро Борисов і Олег Скрипка в радіостанції Ехо Москви. Січень 2006.

Виріс у Мурманській області Російської Федерації. Мати Олега професійно займалась вихованням сина і заклала творчий фундамент, займаючись із ним співами, танцями, читанням віршів.
У школі Олег навчався гарно, був відмінником. Особливо легко йому давалися до навчання точні науки — фізика та математика.
Навчаючись у дев'ятому класі загальноосвітьньої школи він вступив до заочної школи Московського фізико-технічного інституту і з відзнакою її закінчив.
У 1986 році закінчив Радіотехнічний факультет Київського політехнічного Інституту. Цього ж року було створено гурт «ВВ».
У 1987 році гурт «Воплі Видоплясова» стає членом київського рок-клубу, та здобуває першу премію Київського рок-фестивалю «Рок-парад», і випускає свій хіт «Та́нці».
У 1990 році гурт здійснює турне Французькою Республікою та Швейцарською Республікою, під час якого в одній з найбільших газет Франції Le Monde виходить матеріал про гурт «ВВ».
У 1991 Скрипка зі своїм гуртом потрапляє до ФРза культурним обміном між СРСР і європейськими країнами з подачі вже тоді відомого музичного критика Артемія Троїцького. У 1991–1996 роках вони проживають у Франції й гастролюють країною. Там з'явились їх перші дискові альбоми — записи живих виступів Або-або (1991 р.) та Закустика (1993 р.).
Чим більше Скрипка перебував за кордоном, то більше сумував за Батьківщиною. За його розповідями саме у Франції він відчув себе українцем. Приїхавши туди російськомовним, аполітичним рокером, вже в середині 90-х говорив винятково українською мовою.
В 1996 році Олег Скрипка повертається до Києва й відтоді активно концертує в Україні та за кордоном, регулярно відвідує Москву.
За 2000 рік гурт «ВВ» виступає в Ризі, Лондоні, дає концерт у Московському палаці молоді, а далі відправляється в тур містами Сибіру.

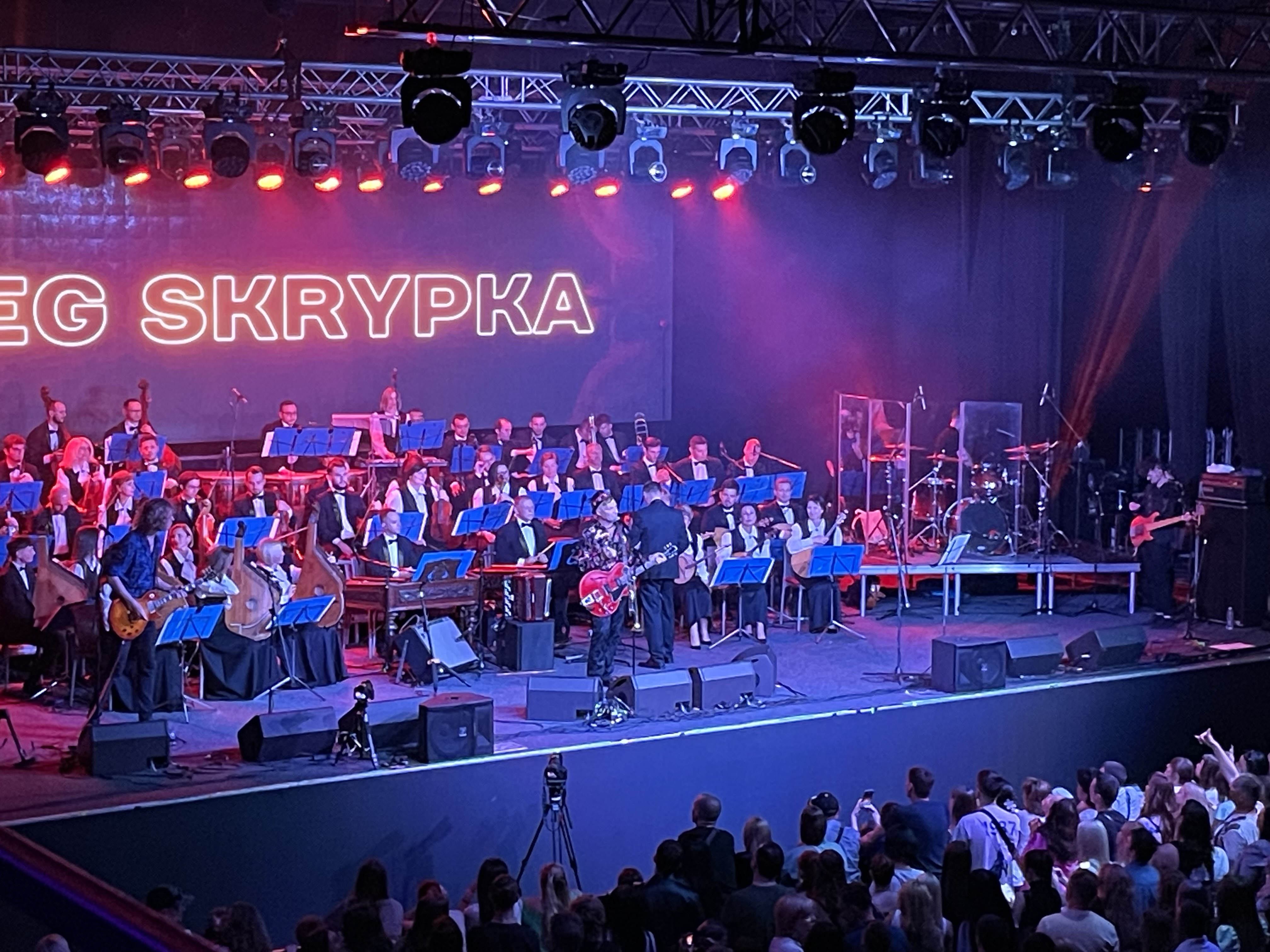
Ювілейний концерт до 60-річчя в Києві, 25 травня 2024

В січні 2002 року — тур Ізраїлем і Португалією, у лютому того ж року — концерт у Нью-Йорку, 2003 року — виступ у Торонто.
2004 року Скрипка стає одним із організаторів фестивалю «Країна Мрій», цей фестиваль розпочав свою історію через 10 років після виходу пісні та альбому «ВВ».
2007 року Олег проявляє танцювальні таланти і здобуває почесне друге місце у проєкті «Танці з зірками 2».
З вересня 2010 був ведучим програми про етно-музику «Наші вечорниці» на «Нашому радіо», що виходила щоп'ятниці з 21 по 22 години.
2012 року став тренером у талант-шоу «Голос країни. Нова історія» на каналі 1+1,а потім взяв на себе тренерські обов'язки у проєкті «Голос. Діти», де розкриває секрети успіху на «дорослій» сцені дітям 6-14 років.
У 2013 році разом з Дмитром Борисовим відкрив ресторан «Канапа» на Андріївському узвозі в Києві.
З 2016 року — ведучий програми «Країна Мрій» на радіо Країна FM.
25 травня 2024 відбувся ювілейний концерт до 60-річчя музиканта в Stereo Plaza у Київі. У заході взяли участь Національний академічний оркестр народних інструментів, гурт Воплі Видоплясова, дитячий фольклорний ансамбль «Зернятко» та театр-студія індійського народного танцю «Накшатра», а серед запрошених гостей були Сергій «Фома» з гурту Мандри, Сашко Положинський, Євген Рогачевський — гітарист гурту ВВ, Тарас Компаніченко — кобзар, Шевченківський лауреат, Юрій Журавель — лідер гурту Ot Vinta!.

### Громадська діяльність
З 2004 року під егідою «Країни Мрій» Олег Скрипка бере участь у різносторонній видавничій та просвітницькій діяльності. Паралельно Скрипка стає засновником ще одного фестивалю сучасної української рок-музики — «Рок-Січ». Основна мета фестивалю — підтримка національної рок-культури. Це перший і єдиний столичний фестиваль, на якому одночасно з трьох сцен лунає українська рок-музика. (У 2010 році «Рок Січ» набула статусу екологічного фестивалю. А з 2013 року — фестиваль набув статусу міжнародного, ставши україно-шведським).
2008 року Міністерство культури України висунуло кандидатуру Скрипки для здобуття Шевченківської премії як «режисера-постановника етнічного фестивалю „Країна Мрій“».
У 2013 році він ініціював фестиваль «Монмартр на Андріївському узвозі».
2016 року Скрипка разом з гуртом"ВВ" підтримував воїнів учасників антитеррортстичної операції на Сході країни. Гурт виступав у Мар'їнці, Констянтинівці, Селідово, Дебальцево та опікувався бійцями полку «Дніпро-1», де він особисто прововів ряд мистецьких благодійних проєктів на підтримку дитячого кардіологічного центру. Зокрема, «Великі французькі вечорниці» та великі дитячі бали.
22 січня 2017 року, під час святкування 98-ї річниці Акта Сполучення України, на Соборній площі у Дніпрі відкрили Пам'ятник на честь Акту Сполучення Української народної республіки та Західноукраїнської народної республіки, яке відбулося 22 січня 1919 року. Під час відкриття він виконав пісню «Зродились ми».
27 серпня 2020 року виступив у Києві на всеукраїнському з'їзді партії «За майбутнє», що належить українському олігархові Ігорю Коломойському.
У серпні 2023 року Скрипка виступив у Чорногорії разом з російськими музикантами на фестивалі «Music saves world», організованому також росіянами. Після критики цього рішення, Скрипка заявив, що проти нього провели «інформаційну атаку».

## Сім'я
Перша дружина — француженка Марі Рібо́, з якою вони прожили разом сім років без шлюбу, від початку 1990 року.
Вже після повернення до України, Олег познайомився із Наталею Сидь, з якою одружився. У цьому шлюбі народилось четверо дітей: Роман (н. 25 липня 2005), Устим (н. 4 лютого 2007), Олеся (н. 21 червня 2010) і Зоряна (н. 11 жовтня 2012).

## Погляди та висловлювання
.

## Дискографія
- 2001 — Інколи
- 2004 — Відрада
- 2009 — Серце у мене вразливе
- 2010 — Щедрик (сингл)
- 2011 — Жоржина
- 2011 — Гуманісти (спільно з Лесем Подерв'янським)
- 2016 — Україна (сингл)

## Відеокліпи
| Рік  | Назва                                 | Режисер(и)                      |
| ---- | ------------------------------------- | ------------------------------- |
| 2000 | «Не думай»                            |                                 |
| 2004 | «Tombe La Neige»                      |                                 |
| 2004 | «Каліфорнія»                          | Михайло Шелепов                 |
| 2005 | «Птах дощу» (feat. Назад шляху немає) | Олег Гладов                     |
| 2011 | «Щедрик»                              | Степан Коваль                   |
| 2012 | «Параска»                             |                                 |
| 2018 | «Irma, Come Along»                    | Сергій Капуста                  |
| 2020 | «Зима» (feat. Христина Соловій)       | Юрій Двіжон                     |
| 2020 | «Україна»                             | Олег Шупляк                     |
| 2022 | «Героям слава»                        |                                 |
| 2022 | «Воля» (feat. Олег Бондар)            |                                 |
| 2022 | «Лови» (feat. PROBASS ∆ HARDI)        |                                 |
| 2024 | «Номад»                               | Аліна Діанова                   |
| 2024 | «Батько наш Бандера»                  | Єгор Кулагін                    |
| 2024 | «Весна (Metal Core Version)»          | Єгор Кулагін, Олексій Махуренко |

## Фільмографія
- 2001 — Вечори на хуторі біля Диканьки — коваль Вакула
- 2002 — Попелюшка — лютніст
- 2006 — Теркель і Халепа
- 2006 — Карлсон, який мешкає на даху — Карлсон (голос)
- 2007 — Доярка з Хацапетівки — епізодична роль
- 2008 — День радіо — епізодична роль
- 2008 — День народження Аліси — Професор Селезньов
- 2011 — Кроссмейстер
- 2012 — Після школи[ru] — Кетчуп
- 2013 — Моя русалка, моя Лореляй — міліціонер
- 2021 — Носоріг — камео
- 2023 — Мавка. Лісова Пісня — Той, хто сидить у горі